# Лабова
Лабова (пол. Łabowa) — населённое этническими лемками село в Польше, в гмине Лабова Новосондецкого уезда Малопольского воеводства. Население — 1504 чел. (2011). Расположено на берегах реки Каменица Навойовска (правый приток Дунайца) в Низких Бескидах около государственного шоссе № 75.

## История
Село обращено в крепостную зависимость семейством Браницких согласно волошскому праву в 1581 г.
1600 Лабова в соответствии с соглашением в составе 25 горных сёл перешла от князей Острожских во владение князей Любомирских.
Грамотой Станислава Любомирского от 8 октября 1627 г. священник Василий Вислоцкий за 100 злотых получил приход в Лабове.
1872 Лабова получила концессию на проведение 9 ярмарок ежегодно.
С ноября 1918 по январь 1920 село входило в состав Лемковской Республики. В селе была москвофильская читальня имени Качковского.
К середине XX в. в регионе преобладало лемковско-украинское население. В 1939 году из 1260 жителей села 820 были украинцами, 190 — поляками и 250 — евреями. В 1945 г. в селе был греко-католическая приход Мушинского деканата, к которому также принадлежали Лабовец, Угрынь, Котов; метрические книги велись с 1758 г.
После Второй мировой войны Лемковщина, вопреки ожиданиям лемков на вхождение в УССР, была отдана Польше, а коренное украинское население принудительно-добровольно вывозилось в СССР. Впоследствии, в период между 1945 и 1947 годами, в этом районе продолжалась борьба между подразделениями УПА и советскими войсками. 27 июня 1946 г. село заняли объединённые отделы УПА «Смирного» и «Горислава». Были разоружены и сожжены местный пост полиции, а также дома, которые остались после выселенного в СССР лемковского населения. Часть из них уже была заселена польским населением. Те украинцы, кто пережил эти события, в 1947 году во время операции Висла были заключены в концлагере Явожно или депортированы на бывшие немецкие земли Польши, а лемковские земли близ украинской границы были заселены поляками.
В 1975—1998 годах село входило в состав Новосондецкого воеводства.

## Достопримечательности
- В селе сохранилась древняя каменная церковь Покрова Пресвятой Богородицы (построена 1784 с участием Любомирских) с сохраненным внутренним убранством.[6]
- Деревянный костёл 1930-х годов.
- Также есть еврейское кладбище со старыми надгробиями.